# Benjamin de Guzman

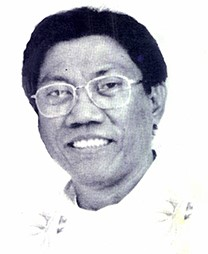
Benjamin de Guzman

Benjamin de Guzman (* 8. September 1945 in Caraga, Davao Oriental) ist ein philippinischer Rechtsanwalt und Politiker. Er war von 1998 bis 2001 Bürgermeister von Davao City.

## Leben und politische Laufbahn
Benjamin de Guzman wurde 1945 in Caraga als Sohn von Segundo De Guzman und Hipolita Cacatian geboren. Er studierte Rechtswissenschaften an der Ateneo de Davao University und graduierte 1969. Im darauffolgenden Jahr wurde er Mitglied der Philippinischen Rechtsanwaltsvereinigung (Integrated Bar of the Philippines). Er war zunächst als Rechtsberater bei der Gemeindeverwaltung von Davao City tätig. In den Jahren 1975 bis 1987 hielt de Guzman als Professor der Rechtswissenschaften an der Ateneo de Davao University Vorlesungen. Beruflich war er von 1978 bis 1988 als Gesellschafter an der Anwaltskanzlei Garcia, Iñigo, De Guzman beteiligt. In den Jahren 1998 bis 1995 folgte eine Anstellung als Leiter der Stadtverwaltung von Davao City. Daneben besuchte de Guzman 1988 und 1993 Studiengänge in den USA, um sich in den Bereichen Regierungsverwaltung und Kommunalpolitik fortzubilden. Bei den Wahlen im Jahr 1995 wurde Benjamin de Guzman zum Vizebürgermeister, und drei Jahre später schließlich zum Bürgermeister von Davao City gewählt. Dieses Amt hatte er während einer Regierungsperiode von 1998 bis 2001 inne, eine Wiederwahl im Jahr 2001 jedoch scheiterte an Rodrigo Duterte, welcher nach einer Legislaturperiode als Repräsentant im Kongress zurück in die Kommunalpolitik drängte und von den Wählern eine deutliche Mehrheit erhielt. Bei einem weiteren Versuch, das Bürgermeisteramt zurückzuerlangen, unterlag de Guzman bei der Wahl 2004 erneut Rodrigo Duterte.
Bei den Kommunalwahlen im Mai 2010 kandidierte de Guzman dann im Team mit dem Bürgermeisterkandidaten Prospero Nograles um den Sitz des Vizebürgermeisters. Mit dem Wahlslogan change we must, change we need, was auf Deutsch in etwa bedeutet, dass eine Veränderung nötig sei, versuchten die beiden, die Ämter im Rathaus der Stadt zu gewinnen, unterlagen jedoch bei beiden Posten dem Duterte-Duo.

## Familie
Benjamin de Guzman ist mit Elizabeth Dequiña verheiratet. Die beiden haben drei Kinder.